# Navamures
Navamures es una localidad española perteneciente al municipio de Tormellas, en provincia de Ávila, comunidad de Castilla y León. Está situada en la cara norte de la sierra de Gredos y dentro de su parque regional, entre la Garganta de los Caballeros y el río Tormes. Famosa por sus manzanas y lugares de pesca o baños en verano.
Sus habitantes viven mayoritariamente de la ganadería y agricultura.[cita requerida]

## Clima
| Parámetros climáticos promedio de Navamures en el periodo 1981-2010                                                                    | Parámetros climáticos promedio de Navamures en el periodo 1981-2010 | Parámetros climáticos promedio de Navamures en el periodo 1981-2010 | Parámetros climáticos promedio de Navamures en el periodo 1981-2010 | Parámetros climáticos promedio de Navamures en el periodo 1981-2010 | Parámetros climáticos promedio de Navamures en el periodo 1981-2010 | Parámetros climáticos promedio de Navamures en el periodo 1981-2010 | Parámetros climáticos promedio de Navamures en el periodo 1981-2010 | Parámetros climáticos promedio de Navamures en el periodo 1981-2010 | Parámetros climáticos promedio de Navamures en el periodo 1981-2010 | Parámetros climáticos promedio de Navamures en el periodo 1981-2010 | Parámetros climáticos promedio de Navamures en el periodo 1981-2010 | Parámetros climáticos promedio de Navamures en el periodo 1981-2010 | Parámetros climáticos promedio de Navamures en el periodo 1981-2010 |
| Mes | Ene.                                                                | Feb.                                                                | Mar.                                                                | Abr.                                                                | May.                                                                | Jun.                                                                | Jul.                                                                | Ago.                                                                | Sep.                                                                | Oct.                                                                | Nov.                                                                | Dic.                                                                | Anual                                                               |
| --- | ------------------------------------------------------------------- | ------------------------------------------------------------------- | ------------------------------------------------------------------- | ------------------------------------------------------------------- | ------------------------------------------------------------------- | ------------------------------------------------------------------- | ------------------------------------------------------------------- | ------------------------------------------------------------------- | ------------------------------------------------------------------- | ------------------------------------------------------------------- | ------------------------------------------------------------------- | ------------------------------------------------------------------- | ------------------------------------------------------------------- |
| Precipitación total (mm) | 72.3                                                                | 48.9                                                                | 49.1                                                                | 72.0                                                                | 63.9                                                                | 26.9                                                                | 11.8                                                                | 11.4                                                                | 45.6                                                                | 110.0                                                               | 105.2                                                               | 108.5                                                               | 725.6                                                               |
| Fuente: AEMET. Ministerio de Agricultura, Alimentación y Medio Ambiente. Datos de precipitación para el periodo 1981-2010 en Navamures |                                                                     |                                                                     |                                                                     |                                                                     |                                                                     |                                                                     |                                                                     |                                                                     |                                                                     |                                                                     |                                                                     |                                                                     |                                                                     |

## Historia
Existen restos de culturas como la de los vetones y los cartagineses en la zona, y tras ello arribaron los romanos que nombraron esta tierra como parte de la provincia de Lusitania. No fue hasta finales del siglo XI cuando se conforma la villa actual de Navamures, incorporándose al reino de Castilla e integrándose en el señorío de Valdecorneja, que Alfonso VI creó para su hija doña Urraca.[cita requerida]

## Demografía
En 2012 tenía una población de 39 habitantes.
Su población se multiplica durante los meses de verano o vacaciones, debido principalmente a la cantidad de gente del pueblo que reside fuera y tiene casa o segunda residencia en él.[cita requerida]
| Gráfica de evolución demográfica de Navamures entre 2000 y 2012               |
|                                                                               |
| Población (2000-2011) según el nomenclátor de unidades poblacionales del INE. |

## Fiestas y tradiciones
- Celebra sus fiestas principales: 24-25 junio en honor a su patrón San Juan Bautista.[cita requerida]

- Fiestas de verano, tercer fin de semana de agosto.[cita requerida]

Se mantienen algunas tradiciones ganaderas, como la del herraje del ganado con el hierro familiar.[cita requerida]
A principios de primavera se realizan las labores de limpieza y refuerzo de las acequias de riego, en la que se reúnen los hombres del pueblo.[cita requerida]
Se pueden ver algunas matanzas tradicionales del cerdo por Navidad o reyes, a la que se suele invitar a la familia o vecinos del pueblo.
[cita requerida]En el invierno se suele hacer el reparto de leña (roble principalmente) de la dehesa para todos los vecinos interesados.[cita requerida]

## Gastronomía
Se basa en la comida tradicional de la zona, muestra de ello dan sus alubias (D.O de la zona),[cita requerida] patatas revolconas, potajes de cuaresma, las carnes de ternera avileña, caza y pesca en temporada... entre los postres o dulces típicos sobresalen sus manzanas reineta (asadas, tartas, mermelada...)peras, moras en verano, los "huesillos" en carnaval o las torrijas en Semana Santa.[cita requerida]

## Monumentos y lugares
Ermita del siglo XVIII de reciente remodelación[cita requerida]
Antigua casa del maestro.[cita requerida]
Fuente milenaria en calle la juntana.[cita requerida]
Casco urbano de construcción tradicional (piedra,madera,adobe...).[cita requerida]
Puente romano con 6 arcos a 800 m de la localidad.[cita requerida]
Maravillosos miradores y rutas (por el cerro, la dehesa, la somadilla, por la garganta o los collados).